# الگامیتاس
الگامیتاس (به اسپانیایی: Algámitas) یک شهرستان در اسپانیا است که در سویا واقع شده‌است.

## خصوصیات
الگامیتاس ۲۰٫۴۲ کیلومترمربع مساحت و ۱٬۳۶۳ نفر جمعیت دارد و ۴۴۷ متر بالاتر از سطح دریا واقع شده‌است.